# 미카미 유아
미카미 유아(일본어: 三上 悠亜, 1993년 8월 16일~)는 일본 여성 성인 비디오 여배우이다. 2018년 걸 그룹 허니팝콘으로 대한민국에서 데뷔를 한 전 구성원이다. 원즈 더블 소속이다.

## 개요
- 전 SKE48 팀E 멤버.
- 2014년 5월 29일, SKE48 팀S 데구치 아키.마츠모토 리나/SKE48 팀E 이구치 시오리.카네코 시오리와 SKE48 탈퇴.
- 현재: 걸그룹 허니팝콘 리더, 전: 걸그룹 제1.5세대 에비스 마스캇츠 멤버, 제2세대 에비스 마스캇츠 멤버